# Дунаєцька сільська рада
Дунаєцька сільська́ ра́да — колишній орган місцевого самоврядування у Глухівському районі Сумської області. Адміністративний центр — село Дунаєць.

## Загальні відомості
- Населення ради: 1 531 особа (станом на 2001 рік)

## Населені пункти
Сільській раді були підпорядковані населені пункти:
- с. Дунаєць
- с. Сутиски
- с. Щебри

## Склад ради
Рада складалася з 16 депутатів та голови.
- Голова ради: Мартиненко Віталій Миколайович
- Секретар ради: Куриленко Неля Вікторівна

### Керівний склад попередніх скликань
| Прізвище, ім'я, по батькові    | Основні відомості                                                          | Дата обрання | Дата звільнення |
| ------------------------------ | -------------------------------------------------------------------------- | ------------ | --------------- |
| Красовська Віра Миколаївна     | Сільський голова, 1962 року народження, член Соціалістичної партії України | 26.03.2006   | 31.10.2010      |
| Мартиненко Віталій Миколайович | Сільський голова, 1972 року народження, освіта вища, безпартійний          | 31.10.2010   |                 |

Примітка: таблиця складена за даними сайту Верховної Ради України